# Valença (freguesia)
A Freguesia de Valença foi uma freguesia portuguesa do Município de Valença, que tinha 3,89 km² de área (2012) e 3 430 habitantes (2011) e, por isso, uma densidade populacional de 881,7 hab./km².
A Freguesia de Valença foi extinta em 2013, devido à reorganização administrativa do território da freguesia, tendo o seu território sido integrado na então criada União das Freguesias de Valença, Cristelo Covo e Arão.

## População
| População da freguesia de Valença | População da freguesia de Valença | População da freguesia de Valença | População da freguesia de Valença | População da freguesia de Valença | População da freguesia de Valença | População da freguesia de Valença | População da freguesia de Valença | População da freguesia de Valença | População da freguesia de Valença | População da freguesia de Valença | População da freguesia de Valença | População da freguesia de Valença | População da freguesia de Valença | População da freguesia de Valença |
| --------------------------------- | --------------------------------- | --------------------------------- | --------------------------------- | --------------------------------- | --------------------------------- | --------------------------------- | --------------------------------- | --------------------------------- | --------------------------------- | --------------------------------- | --------------------------------- | --------------------------------- | --------------------------------- | --------------------------------- |
| 1864                              | 1878                              | 1890                              | 1900                              | 1911                              | 1920                              | 1930                              | 1940                              | 1950                              | 1960                              | 1970                              | 1981                              | 1991                              | 2001                              | 2011                              |
| 2 509                             | 3 068                             | 2 749                             | 3 288                             | 2 987                             | 2 967                             | 2 902                             | 2 899                             | 2 825                             | 2 660                             | 1 740                             | 2 477                             | 2 810                             | 3 483                             | 3 430                             |

| Distribuição da População por Grupos Etários | Distribuição da População por Grupos Etários | Distribuição da População por Grupos Etários | Distribuição da População por Grupos Etários | Distribuição da População por Grupos Etários | Distribuição da População por Grupos Etários | Distribuição da População por Grupos Etários | Distribuição da População por Grupos Etários | Distribuição da População por Grupos Etários | Distribuição da População por Grupos Etários |
| -------------------------------------------- | -------------------------------------------- | -------------------------------------------- | -------------------------------------------- | -------------------------------------------- | -------------------------------------------- | -------------------------------------------- | -------------------------------------------- | -------------------------------------------- | -------------------------------------------- |
| Ano                                          | 0-14 Anos                                    | 15-24 Anos                                   | 25-64 Anos                                   | > 65 Anos                                    |                                              | 0-14 Anos                                    | 15-24 Anos                                   | 25-64 Anos                                   | > 65 Anos                                    |
| 2001                                         | 573                                          | 503                                          | 1 804                                        | 603                                          |                                              | 16,5%                                        | 14,4%                                        | 51,8%                                        | 17,3%                                        |
| 2011                                         | 490                                          | 414                                          | 1880                                         | 646                                          |                                              | 14,3%                                        | 12,1%                                        | 54,8%                                        | 18,8%                                        |

## Património
- Pelourinho de Valença
- Fortificações da Praça de Valença do Minho
- Pousada de São Teotónio
- Castelo de Valença